# سرکوب ژن
سرکوب ژن یا به عبارت صحیح‌تر ناکارکردن ژن روشی است در ژنتیک که با کمک آن یکی از ژنهای ارگانیسم از کار انداخته می‌شود. به ارگانیسمی که در آن ناکارسازی ژن انجام شده، ارگانیسم ناکارشده می‌گویند. این روش به طور معمول برای بررسی و پژوهش دربارهٔ ژنی که توالی ژنتیکی آن بدست آمده است، به کار می‌رود. با کمک این روش می‌توان کارکردهای ناشناخته یا کم‌شناخته شدهٔ ژنها را بررسی کرد. پژوهشگران این کار را با سنجیدن دگرگونیها در ارگانیسم ناکارشده در مقایسه با ارگانیسم طبیعی انجام می‌دهند.

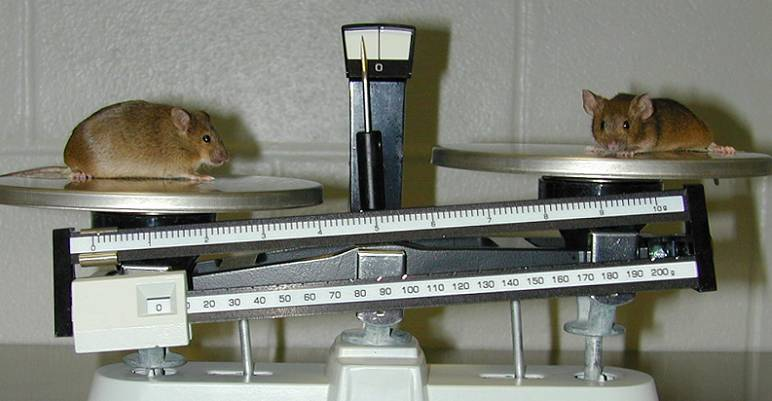
مقایسه‌ی موش سمت چپ که با عملیات سرکوب مدل چاقی روی آن انجام شده و موش معمولی

## تاریخچه
این روش در اواخر دهه‌ی ۸۰ میلادی توسط Capecchi انجام شد. این روش بر پایه‌ی این مفهوم بود که یک تکه از DNA وقتی به هسته معرفی می‌شود، می‌تواند دنباله‌ی مطابق با خود را در ژنوم مبدا پیدا کند و آن را طی مکانیزم نوترکیب همولوگ جابه‌جا کند. با این روش، محقق می‌تواند یک ژن مشخص را به یک ژن غیرفعال یا جهش یافته تغییر دهد و نتایج را بررسی کند.

## روش‌ها
سرکوب کردن با روش‌های متنوعی انجام می‌شود.

#### نوترکیب همولوگ

نوترکیب همولوگ DNA را قبل از این که وارد فاز میتوز شود تعمیر می‌کند.

به طور سنتی نوترکیب همولوگ روش اصلی برای سرکوب ژن بوده‌است. در این روش ابتدا یک ساختار DNA تولید می‌شود. سپس این ساختار به درون سلول بنیادی با یکی از دو روش میکرواینجکشن یا الکتروپوراسیون منتقل می‌شود. مرحله‌ی بعدی این روش وابسته به سیستم تعمیر خود سلول است تا ساختار DNA تزریق شده را با ساختار قبلی را ترکیب کند. این باعث میشد که DNA سلول تغییر کند و در بیشتر حالات ژن به یک پروتئین ناکارا تبدیل می‌شود. ولی این روش معمولا کارآمد نیست چون بین یک صدم تا یک هزارم ادغام ژن‌ها به این روش قابل انجام هستند.

#### انگشت روی
نوکلئاز انگشت روی شامل اتصال دامنه‌های DNA است که با دقت زیاد یک دنباله‌ی DNA را هدف می‌گیرد. هر انگشت روی می‌تواند یک کدون دنباله‌ی مورد نظر را تشخیص دهد و بنابراین می‌تواند به یک دنباله‌ی خاص الحاق شود.

#### CRISPR/Cas9
کریسپر یک روش برای ویرایش ژن است که شامل یک RNA راهنما و پروتئین cas9 می‌شود. راهنمای RNA می‌تواند طوری ساخته شود که با DNA مورد نیاز مطابق شود. برای این کار روش بر خلاف مدل انگشت روی، روش ساده‌ای به نام جفت کردن مکمل پایه وجود دارد.

## کاربرد
سرکوب کردن‌ها به صورت اولیه در تعیین کارایی یک بخش مشخص از DNA به کار می‌آید. به این صورت که در یکسری نمونه آن‌ بخش از ژن را سرکوب می‌کنند و با نمونه‌های مشابه که شاهد هستند مقایسه می‌شود.
ارگانیسم‌های سرکوب ژن نیز در مشاهده‌ی تاثیرات داروها کاربرد دارند.